# فرودگاه شهری بوت
فرودگاه شهری بوت (به انگلیسی: Butte Municipal Airport) یک فرودگاه همگانی بهره‌برداری هوایی است که یک باند فرود شن دارد و طول باند آن ۵۵۰ متر است. این فرودگاه در شهر بوت، آلاسکا کشور ایالات متحده آمریکا قرار دارد و در ارتفاع ۲۰ متری از سطح دریا واقع شده‌است.